# Forellenbachkäfer
Die Forellenbachkäfer (Amphizoa) sind die einzige Gattung in der Käferfamilie Amphizoidae. Derzeit sind nur fünf Arten bekannt, es werden jedoch insbesondere im Westen und Südwesten Chinas neue noch zu entdeckende Arten vermutet.

## Merkmale

### Käfer
Die Käfer haben eine Körperlänge von 11 bis 16 Millimetern. Sie sehen Laufkäfern der Gattung Metrius bzw. einigen Schwarzkäfern ähnlich, unterscheiden sich jedoch von ihnen durch die Einbuchtungen für die Hüften (Coxen) der mittleren Beine, die von komplexen Typ sind und die vollständig unbeweglichen und stark verwachsenen Hüften der hinteren Beine, wie bei anderen Wasserkäfern. Ihr Körper ist oval geformt und leicht an den Seiten und am Rücken gekrümmt. Der Winkel am Übergang zwischen Pronotum und Deckflügeln ist sehr auffällig. Die dunkle bis tiefschwarze Körperoberfläche ist matt und hat eine charakteristische Mikrostruktur. Der Kopf ist nahezu quadratisch und etwa ein Drittel kürzer als das Pronotum. Die ovalen Facettenaugen sind verhältnismäßig klein und stehen geringfügig hervor. Die Stirnplatte (Clypeus) ist etwa dreimal so breit, wie lang. Die kurzen elfsegmentigen Fühler sind fadenförmig. Sie erreichen nicht den Hinterrand des Prothorax. Die Fühler sind unbehaart, die Antennomere tragen nur extrem kurze, stachelförmige Sinneshärchen. Der Scapus ist breiter als der Pedicellus und die Flagellomere und hat eine kugelige Basis, der Pedicellus ist kürzer als die nachfolgenden Segmente. Das dritte bis elfte Fühlerglied sind etwa zwei Mal länger, als breit. Die Mandibeln sind kurz und breit und fast rechteckig. Sie werden stark durch das Labrum und Labium verdeckt, sind jedoch von der Seite zu sehen.
Der Prothorax ist basal schlanker als die Deckflügel. Er ist an den Seiten leicht mit abgerundeten Zähnchen versehen. Die Einbuchtungen für die Hüften der vorderen Beine sind außen offen, die Procoxae sind kugelig. Das Mesoventrit ist kurz und hat eine hexagonale Einbuchtung. Die Hüften der mittleren Beine sind deutlich voneinander getrennt und liegen in Einbuchtungen vom komplexen Typ, sind somit seitlich durch das Mesepimeron und Metanepisternum begrenzt. Die breiten Deckflügel sind undeutlich längsgerillt. An der ventralen Seite ihrer Spitzen befindet sich eine Reihe kurzer, breiter Stacheln, dessen Funktion bislang unbekannt ist. Die Hüften der Hinterbeine sind breit und berühren seitlich die Deckflügel. Das häutige Flügelpaar (Alae) ist gut entwickelt. Den Schienen (Tibien) der Vorderbeine fehlt ein Putzapparat, die Schienen der mittleren und hinteren Beine tragen locker angeordnete Büschel mit kurzen, feinen Schwimmhaaren. Die Sporne der Schienen sind kurz. Alle drei Beinpaare haben fünf Tarsenglieder.
Am Hinterleib sind die Sternite des zweiten bis siebten Segments sichtbar, wobei das zweite Sternit nur von der Seite zu sehen ist. Das siebte Sternit hat eine grob dreieckige Form. Die Wehrdrüsen haben keine Verbindung zum Darmausgang, ihre Öffnungen liegen seitlich vor dem Tergit des achten Hinterleibssegments.

### Larven
Der Körper der Larven ist dorsoventral abgeflacht und ziemlich breit, wobei die breiteste Stelle etwa bei der Körperhälfte liegt und der Hinterleib sich nach hinten verschmälert. Im Verhältnis zur Körperlänge sind die Larven im ersten Stadium am breitesten. Die Larven erreichen im dritten Stadium eine Länge von 12 bis 17 Millimetern, bei einer Breite von 3,5 bis 4,7 Millimetern. Sie sind am Rücken in Anpassung an das bewohnte Substrat braun bis schwarz gefärbt, die Körperunterseite ist großteils unpigmentiert. Sämtliche Tergite sind sklerotisiert und durch eine Mittelnaht getrennt. Die Mundwerkzeuge sind nach vorne gerichtet, der Kopf ist abgeflacht und schmäler als der Prothorax. Es sind sechs Punktaugen (Ocelli) in zwei Reihen vorhanden. Das Labrum ist mit der Stirnplatte verwachsen. Die viergliedrigen Fühler sind sehr kurz und nur etwas länger als der Kopf breit ist. Das vierte Glied ist extrem klein. Sinnesorgane fehlen den Fühlern. Die spitz zulaufenden, gekrümmten Mandibeln sind ziemlich schlank. Der Prothorax ist nicht länger, als Meso- und Metathorax zusammen. Die Hüften haben voneinander einen größeren Abstand als der doppelte Durchmesser der Hüftbasen. Die mittelmäßig langen und bei allen drei Beinpaaren etwa gleich langen Beine sind sechsgliedrig. Sie tragen zwei bewegliche Klauen. Die Stigmen am Thorax sind nicht funktional. Der Hinterleib hat acht voll entwickelte Segmente. Die Sterna am ersten bis siebten Segment sind schwach sklerotisiert, das achte Segment ist trapezförmig. Am neunten, zurückgebildeten Segment befinden sich eingliedrige, aber große, kegelförmige Urogomphi. Die Stigmen am ersten bis siebten Hinterleibssegment liegen an der Bauchseite und sind ebenso nicht funktional. Die Tracheenöffnungen am achten Hinterleibssegment sind groß und liegen zwischen den Basen der Urogomphi.

## Vorkommen
Die Verbreitung von Amphizoa insolens, Amphizoa lecontei und Amphizoa striata erstreckt sich von der Pazifikküste und den Rocky Mountains Alaskas bis in den Süden Kaliforniens und östlich bis nach Arizona, Colorado und Montana. Amphizoa sinica und Amphizoa davidi sind aus dem Osten Chinas und aus Nordkorea nachgewiesen. Es gibt Vermutungen, dass sich die Verbreitung der Käfer von der Kreide bis ins Eozän von Nordostasien bis in den Nordwesten Nordamerikas erstreckt hat.
Die Forellenbachkäfer sind aus kalten Gebirgsbächen, wie beispielsweise Amphizoa insolens und Amphizoa lecontei aus etwa 2000 Meter Seehöhe, oder wie etwa Amphizoa striata aus niedriger gelegenen, verhältnismäßig warmen, langsam fließenden Gewässern, aber gelegentlich auch an Seeufern nachgewiesen. Eine der in China verbreiteten Arten ist in Bergnadelwäldern verbreitet und lebt in Sickerwasser und Tümpeln angrenzend an Felshängen.

## Lebensweise
Die Eier der Käfer sind 2,1 Millimeter lang und einen Millimeter breit. Sie werden in feuchter Erde oder unter Wasser, beispielsweise an versunkenem Totholz abgelegt. Die älteren Larven leben im Wasser und verlassen dieses zur Verpuppung im Sand oder Schlamm in einiger Entfernung des Gewässers. Frisch geschlüpfte Imagines sind häufig mit Schlamm überzogen. Sowohl die Larven, als auch die adulten Käfer sind nur schlecht an ihre aquatischen Lebensräume angepasst und haben eine semiaquatische Lebensweise. Im Wasser klammern sich die Käfer an Treibholz, frei liegende Wurzeln oder Steine, sie halten sich jedoch auch in der Umgebung des Wassers auf. Ihre Schwimmfähigkeiten sind nicht besser als die von Laufkäfern (Carabidae). Löst man sie vom Substrat los, bewegen sie sich nur träge und lassen sich sehr häufig mit der Strömung abdriften. Die Imagines sondern bei Störung aus ihren Pygidialdrüsen eine gelbliche Flüssigkeit aus, die durch das unter anderem enthaltene Dimethyldisulfid schlecht riecht. Die Larven leben gesellig. Sie verharren bei Störung bewegungslos und lassen sich normalerweise zum Grund des Gewässers sinken, kugeln ihren Körper zusammen oder lassen sich auf der Wasseroberfläche wegtreiben.
Sowohl die Larven, als auch die Imagines kommen von Zeit zu Zeit an die Wasseroberfläche um ihren Luftvorrat zu erneuern. Wie auch bei den anderen im Wasser lebenden Käfern atmen die Larven durch große Tracheenöffnungen an Hinterleibsende, nachdem sie die Wasseroberfläche mit ihren Urogomphi durchstoßen haben. Die adulten Käfer tragen eine Luftblase an den Deckflügelspitzen und können mit deren Hilfe deutlich länger unter Wasser bleiben, als die Larven. Tagsüber sind sowohl die Larven, als auch die Imagines sehr träge, nachts sind sie jedoch recht aktiv. Beide ernähren sich räuberisch und sind offenbar auf die Larven von Steinfliegen (Plecoptera) spezialisiert. Die adulten Käfer klettern auf der Jagd auch am Ufer entlang. Selten werden auch andere Insekten, wie Libellenlarven oder Eintagsfliegen gefressen. Die Larven sind kannibalisch und fressen gelegentlich auch ertrunkene Insekten. Da sie zur extraintestinalen Verdauung ihre Verdauungssäfte auf der Beute verteilen, müssen sie sich dazu oberhalb der Wasseroberfläche begeben. Die Forellenbachkäfer bilden pro Jahr zwei Generationen aus, wobei die Larven im ersten Larvenstadium und die adulten Tiere überwintern. Die Entwicklungsdauer der Larven hängt stark von der Wassertemperatur und der Meereshöhe des Lebensraums ab. Bei Amphizoa sinica erfolgt die Häutung zum zweiten Larvenstadium im April nach etwa 10 Tagen Entwicklung, die zweite Häutung findet nach zwei Monaten im Mai/Juni statt, die Verpuppung nach weiteren zwei Monaten im Juni/Juli.

## Systematik
Die Forellenbachkäfer teilen Merkmale, mit den Laufkäfern, wie beispielsweise den Bau ihrer Beine und Merkmale mit den Schwimmkäfern (Dytiscidae), wie etwa die beiden großen Sinneslappen am Epipharynx. Es wurde zunächst davon ausgegangen, dass die Forellenbachkäfer eine Schwestergruppe zur Gruppe (Dytiscidae + Noteridae) + {[(Parahygrobiidae + Coptoclavidae) + Hygrobiidae] + Gyrinidae} darstellen. Mittlerweile geht man davon aus, dass die Forellenbachkäfer gemeinsame Vorfahren mit den Hygrobiidae und den Dytiscidae teilen und zur Überfamilie Dytiscoidea gehören, was auch durch eine neuere molekulargenetische und morphologische Untersuchungen gestützt wird. Die Forellenbachkäfer sind demnach eine Schwestergruppe der Gruppe Hygrobiidae + Aspidytidae + Dytiscidae. Die Forellenbachkäfer teilen mit den Aspidytidae die Form der Spitze des Prosternalfortsatzes, die Einbuchtungen der Mittelhüften und die laufkäferartigen Beine.
Die Autapomorphieen der Larven sind das nahezu vollständig reduzierte vierte Fühlerglied und das Fehlen von Sinnesorganen, die dichtere Beborstung, die breit abgeflachten Terga am Thorax und Hinterleib und die einsegmentigen, kegelförmigen, spitz zulaufenden Urogomphi. Die Autapomorphieen der Imagines sind die einsegmentige Galea, das Fehlen der Submento-mental-Naht und eine sehr kleine Furca am Methatorax.
Von den Forellenbachkäfern sind derzeit fünf Arten bekannt:
- Amphizoa davidi
- Amphizoa sinica
- Amphizoa lecontei
- Amphizoa striata
- Amphizoa insolens

## Belege